# Blake Crouch
William Blake Crouch (Statesville, 15 de outubro de 1978) é um escritor estadunidense, autor de obras como Dark Matter (Matéria Escura) ou Recursion (Recursão), que se tornaram best-sellers.
Começou a carreira como escritor profissional em 2001, com a editora St. Martin's Press para o livro Desert Places, publicado originalmente em 2004. Permaneceu nessa editora até 2010, sem ter obtido grandes vendas de seus trabalhos até que começou a publicar pela Kindle com a reedição de algumas de suas obras e, em 2011, com o romance Run, passando então a alcançar grande vendagem. Finalmente, Crouch lançou pela Penguin Random House as obras Dark Matter, Recursion e a trilogia Wayward Pines, que foram adaptadas como séries de televisão por emissoras como Fox e Netflix.
Crouch mora em Durango, no Colorado, onde vive com a família.